# Nati nel 1955/Febbraio
| Questa pagina contiene informazioni ricavate automaticamente dalle voci biografiche con l'ausilio del template Bio e di un bot. L'aggiornamento è periodico e automatico e ricostruisce completamente la pagina. Se manca una persona in questa lista, sei pregato di non aggiungerla, ma accertati piuttosto che la sua voce biografica contenga il template Bio e che i dati anagrafici siano correttamente compilati. Se il template Bio manca, inseriscilo tu stesso o, in alternativa, metti l'avviso {{tmp\|Bio}} che ne segnala la mancanza. Se i dati riportati sono sbagliati, correggi direttamente la voce biografica; le modifiche saranno visibili in questa lista entro pochi giorni. Per chiarimenti vedi il progetto biografie. La lista contiene solo le 263 persone che sono citate nell'enciclopedia e per le quali è stato implementato correttamente il template Bio. Pagina aggiornata al 10 ago 2025. |

- 1º febbraio - Walter Berlini, ex calciatore italiano
- 1º febbraio - T.R. Dunn, ex cestista e allenatore di pallacanestro statunitense
- 1º febbraio - Thomas Gilou, regista e sceneggiatore francese
- 1º febbraio - Augusto Inácio, allenatore di calcio e ex calciatore portoghese
- 1º febbraio - William Lustig, regista cinematografico, produttore cinematografico e sceneggiatore statunitense
- 1º febbraio - Nick Magnus, tastierista, cantante e tecnico del suono britannico
- 1º febbraio - Emanuele Petri, poliziotto italiano († 2003)
- 1º febbraio - Frankie Sullivan, chitarrista e compositore statunitense
- 1º febbraio - Xu Jianping, calciatore cinese († 2015)
- 2 febbraio - Jim Blyth, ex calciatore scozzese
- 2 febbraio - Leszek Engelking, poeta, scrittore e traduttore polacco († 2022)
- 2 febbraio - Paola Ghirotti, fotografa italiana
- 2 febbraio - Bunny Godillot, attrice e regista francese
- 2 febbraio - Mo Yan, scrittore e saggista cinese
- 2 febbraio - Carlo Magrassi, generale e docente italiano
- 2 febbraio - Jürg Röthlisberger, ex judoka svizzero
- 2 febbraio - Thomas Schücke, attore tedesco
- 2 febbraio - Michael Talbott, attore statunitense
- 2 febbraio - Kim Zimmer, attrice statunitense
- 3 febbraio - Tim Friese-Greene, compositore, musicista e produttore discografico britannico
- 3 febbraio - Costantino Garraffa, politico italiano
- 3 febbraio - Mike Horner, ex attore pornografico e regista statunitense
- 3 febbraio - Antonio Matteoni, ex calciatore italiano
- 3 febbraio - Jacques Pereira, calciatore portoghese († 2020)
- 3 febbraio - Bruno Pezzey, calciatore austriaco († 1994)
- 3 febbraio - Zbigniew Rau, politico, giurista e diplomatico polacco
- 3 febbraio - Momir Rnić, ex pallamanista serbo
- 3 febbraio - Renato Villalta, ex cestista e dirigente sportivo italiano
- 3 febbraio - Calogero Zucchetto, poliziotto italiano († 1982)
- 4 febbraio - Walter Barfuss, bobbista tedesco († 1999)
- 4 febbraio - Mikuláš Dzurinda, politico slovacco
- 4 febbraio - He Lifeng, politico e economista cinese
- 5 febbraio - David Adiele, ex calciatore nigeriano
- 5 febbraio - Guido Angelozzi, dirigente sportivo e ex calciatore italiano
- 5 febbraio - Daniel John Felton, vescovo cattolico statunitense
- 5 febbraio - Giovanni Mantovani, ex ciclista su strada e pistard italiano
- 5 febbraio - Stefano Romagnoli, ex rugbista a 15 e allenatore di rugby a 15 italiano
- 5 febbraio - Markus Ryffel, ex mezzofondista svizzero
- 5 febbraio - Kenji Ōba, attore giapponese
- 6 febbraio - Franco Colomba, ex calciatore e allenatore di calcio italiano
- 6 febbraio - Paolo De Giovanni, allenatore di calcio e ex calciatore italiano
- 6 febbraio - Avraham Grant, allenatore di calcio israeliano
- 6 febbraio - John Kuester, ex cestista e allenatore di pallacanestro statunitense
- 6 febbraio - Barbara Lazotti, soprano, musicologa e musicista italiana
- 6 febbraio - Volodymyr Lozyns'kyj, calciatore e allenatore di calcio sovietico († 2020)
- 6 febbraio - Giampaolo Marinoni, pilota motociclistico e poliziotto italiano († 1986)
- 6 febbraio - Marc Mimram, architetto francese
- 6 febbraio - Eric Money, ex cestista statunitense
- 6 febbraio - Antonello Padovano, sceneggiatore, regista e produttore cinematografico italiano
- 6 febbraio - Michael Pollan, giornalista e saggista statunitense
- 7 febbraio - Andrea Annunziata, politico italiano
- 7 febbraio - Alexandrina Bira, ex cestista rumena
- 7 febbraio - Miguel Ferrer, attore statunitense († 2017)
- 7 febbraio - Vincenzo Galioto, politico italiano
- 7 febbraio - Steven Gould, scrittore statunitense
- 7 febbraio - Romuald Kamiński, vescovo cattolico polacco
- 7 febbraio - Bruno Molea, politico e dirigente sportivo italiano
- 7 febbraio - Accursio Montalbano, politico italiano
- 7 febbraio - Michael Noack, ex calciatore tedesco orientale
- 8 febbraio - Sergio Divina, politico italiano
- 8 febbraio - Alessandro Fo, poeta, latinista e traduttore italiano
- 8 febbraio - John Fox, allenatore di football americano statunitense
- 8 febbraio - John Grisham, politico e scrittore statunitense
- 8 febbraio - Svein Grøndalen, ex calciatore norvegese
- 8 febbraio - Jim Neidhart, wrestler statunitense († 2018)
- 8 febbraio - Nancy Oliver, sceneggiatrice e commediografa statunitense
- 8 febbraio - Ethan Phillips, attore statunitense
- 8 febbraio - Raja Iskandar Zulkarnain, principe malese
- 8 febbraio - Fernando Roscio de Ávila, ex pallavolista brasiliano
- 8 febbraio - Viktor Šiškin, allenatore di calcio e ex calciatore sovietico
- 9 febbraio - Jerry Beck, storico del cinema, saggista e blogger statunitense
- 9 febbraio - Jim J. Bullock, attore statunitense
- 9 febbraio - Peppe Celentano, attore teatrale, drammaturgo e regista teatrale italiano
- 9 febbraio - Véronique Lange, montatrice belga
- 9 febbraio - Antonios Aziz Mina, vescovo cattolico egiziano
- 9 febbraio - Jimmy Pursey, cantante e produttore discografico inglese
- 9 febbraio - Charles Shaughnessy, attore e nobile britannico
- 9 febbraio - Wang Xiaotian, ex pallanuotista cinese
- 10 febbraio - Carlos Acevedo, ex calciatore uruguaiano
- 10 febbraio - Chris Adams, wrestler e judoka britannico († 2001)
- 10 febbraio - Brenda Clark, illustratrice canadese
- 10 febbraio - Francesco Germinario, storico italiano
- 10 febbraio - Lusia Harris, cestista statunitense († 2022)
- 10 febbraio - Gabriel Høyland, allenatore di calcio e ex calciatore norvegese
- 10 febbraio - Tom LaGarde, ex cestista statunitense
- 10 febbraio - Jorge Eduardo Lozano, arcivescovo cattolico argentino
- 10 febbraio - Bernd Martin, calciatore tedesco († 2018)
- 10 febbraio - Greg Norman, golfista e imprenditore australiano
- 10 febbraio - Rajko Toroman, allenatore di pallacanestro serbo
- 10 febbraio - Oksana Švec', attrice ucraina († 2022)
- 11 febbraio - Claudio Cipolla, vescovo cattolico italiano
- 11 febbraio - Giampiero Di Federico, alpinista e scrittore italiano
- 11 febbraio - Behtash Fariba, allenatore di calcio e ex calciatore iraniano
- 11 febbraio - Anneli Jäätteenmäki, politica finlandese
- 11 febbraio - Giuseppe Mazzafaro, vescovo cattolico italiano
- 11 febbraio - Javier Moro, scrittore e sceneggiatore spagnolo
- 11 febbraio - Dušan Poliačik, ex sollevatore cecoslovacco
- 11 febbraio - Ilona Winter, ex cestista ungherese
- 12 febbraio - Robin Backhaus, ex nuotatore statunitense
- 12 febbraio - Renato Balduzzi, giurista e politico italiano
- 12 febbraio - Paata Burchuladze, basso georgiano
- 12 febbraio - Guo Yonglin, ex cestista cinese
- 12 febbraio - Fraser Clarke Heston, regista, sceneggiatore e produttore televisivo statunitense
- 12 febbraio - Kang Hyeon-suk, ex cestista sudcoreana
- 12 febbraio - Bill Laswell, bassista e produttore discografico statunitense
- 12 febbraio - Daniele Masala, ex pentatleta italiano
- 12 febbraio - Dragan Mikerević, politico bosniaco
- 12 febbraio - Paolo Scotti, produttore teatrale, direttore artistico e autore televisivo italiano
- 12 febbraio - Werner Tscholl, architetto italiano
- 13 febbraio - Stefano Brusadelli, giornalista e scrittore italiano
- 13 febbraio - Albert Gemmrich, politico, allenatore di calcio e ex calciatore francese
- 13 febbraio - Gennadij Kiselëv, traduttore, filologo e linguista russo
- 13 febbraio - Ramon Mantovani, politico italiano
- 13 febbraio - Livia Turco, politica italiana
- 13 febbraio - Akiko Yano, musicista giapponese
- 14 febbraio - Salvatore Adduce, politico italiano
- 14 febbraio - Stefano Ceri, informatico italiano
- 14 febbraio - Roberto César Itacaramby, ex calciatore brasiliano
- 14 febbraio - Ronald Desruelles, velocista e lunghista belga († 2015)
- 14 febbraio - James Eckhouse, attore statunitense
- 14 febbraio - Guillermo Francella, attore argentino
- 14 febbraio - Jan Egil Hansen, ex calciatore norvegese
- 14 febbraio - Francesco Manniello, politico e dirigente sportivo italiano
- 14 febbraio - Virginio Merola, politico italiano
- 14 febbraio - Billy Milligan, criminale statunitense († 2014)
- 14 febbraio - Luigi Nocera, politico italiano († 2025)
- 14 febbraio - Ol'ga Sucharnova, ex cestista e allenatrice di pallacanestro sovietica
- 14 febbraio - Mitsuhisa Taguchi, calciatore giapponese († 2019)
- 15 febbraio - Vanni Corbellini, attore italiano
- 15 febbraio - Janice Dickinson, ex modella, scrittrice e personaggio televisivo statunitense
- 15 febbraio - Timur Jur'evič Kibirov, poeta russo
- 15 febbraio - Christopher McDonald, attore statunitense
- 15 febbraio - Hugh Padgham, produttore discografico britannico
- 15 febbraio - Zbigņevs Stankevičs, arcivescovo cattolico lettone
- 16 febbraio - Bradley Byrne, politico statunitense
- 16 febbraio - Pierre Durand, cavaliere francese
- 16 febbraio - Emine Erdoğan, first lady turca
- 16 febbraio - Ana María Gandarillas, ex cestista e ex pallavolista boliviana
- 16 febbraio - Pietro Gorini, autore televisivo, umorista e enigmista italiano
- 16 febbraio - Claudio Pellegrini, ex calciatore italiano
- 16 febbraio - Steve Roach, musicista e compositore statunitense
- 16 febbraio - Jonathan Stark, attore, sceneggiatore e produttore televisivo statunitense
- 17 febbraio - Francesco Cavina, vescovo cattolico italiano
- 17 febbraio - Erasmo D'Angelis, giornalista e politico italiano
- 17 febbraio - Elói, procuratore sportivo e ex calciatore brasiliano
- 17 febbraio - Alberto Ferrarini, chitarrista e polistrumentista italiano
- 17 febbraio - Ellie Haddington, attrice britannica
- 17 febbraio - Rachida Krim, artista e regista francese
- 17 febbraio - Stanley Morgan, ex giocatore di football americano statunitense
- 17 febbraio - Petăr Petrov, ex velocista bulgaro
- 17 febbraio - Marcelo Trobbiani, allenatore di calcio e ex calciatore argentino
- 17 febbraio - Corrado Tuzii, pilota motociclistico italiano
- 17 febbraio - Marcello Veneziani, giornalista e scrittore italiano
- 17 febbraio - Konrad Winkler, ex combinatista nordico tedesco
- 17 febbraio - Masao Yoshida, ingegnere giapponese († 2013)
- 18 febbraio - Cheetah Chrome, musicista statunitense
- 18 febbraio - Walter De Vecchi, allenatore di calcio e ex calciatore italiano
- 18 febbraio - Donna Gurr, ex nuotatrice canadese
- 18 febbraio - Brian James, chitarrista britannico († 2025)
- 18 febbraio - Dan Karabin, ex lottatore cecoslovacco
- 18 febbraio - Halina Kosińska, ex cestista polacca
- 18 febbraio - Raymond Rougeau, ex wrestler e commentatore televisivo canadese
- 18 febbraio - Lisa See, scrittrice statunitense
- 19 febbraio - Dante Anconetani, ex cestista e dirigente sportivo italiano
- 19 febbraio - Lewis Brown, cestista statunitense († 2011)
- 19 febbraio - Jeff Daniels, attore, commediografo e musicista statunitense
- 19 febbraio - Siri Hustvedt, scrittrice e poetessa statunitense
- 19 febbraio - David Murray, sassofonista e clarinettista statunitense
- 20 febbraio - Ennio Fantastichini, attore italiano († 2018)
- 20 febbraio - Eufemiano Fuentes, medico spagnolo
- 20 febbraio - Marina Giordana, attrice italiana
- 20 febbraio - Gisela Grothaus, ex canoista tedesca
- 20 febbraio - Oleksandr Kolčyns'kyj, lottatore sovietico († 2002)
- 20 febbraio - Sergej Kornilaev, ex lottatore russo
- 20 febbraio - Michael Maguire, attore statunitense
- 20 febbraio - Franco Marcelletti, allenatore di pallacanestro italiano
- 20 febbraio - Néstor Montelongo, calciatore uruguaiano († 2021)
- 20 febbraio - Frank Oleynick, ex cestista statunitense
- 20 febbraio - Klas Östergren, scrittore, sceneggiatore e traduttore svedese
- 21 febbraio - Irene Aderenti, politica italiana († 2025)
- 21 febbraio - Sandro Bellucci, ex marciatore italiano
- 21 febbraio - Kelsey Grammer, attore, doppiatore e produttore cinematografico statunitense
- 21 febbraio - Al Hunter, ex giocatore di football americano statunitense
- 21 febbraio - Wojciech Rosiński, ex cestista polacco
- 21 febbraio - Ioan Rus, politico rumeno
- 21 febbraio - John Seasman, ex calciatore inglese
- 21 febbraio - Silvana Urroz, tennista cilena († 1990)
- 21 febbraio - Vicente Vega, calciatore venezuelano († 2025)
- 22 febbraio - Kerstin Berglund, ex cestista svedese
- 22 febbraio - Edward Burtynsky, fotografo e artista canadese
- 22 febbraio - Ferenc Fülöp, ex calciatore ungherese
- 22 febbraio - Damiano Morra, allenatore di calcio e ex calciatore italiano
- 22 febbraio - Barbara Rizzo, italiana († 1985)
- 22 febbraio - José Ruiz, allenatore di pallacanestro francese
- 22 febbraio - Danica Simšič, politica slovena
- 22 febbraio - Shri Thanedar, politico indiano
- 22 febbraio - Yang Lian, poeta svizzero
- 23 febbraio - Stefano Abbati, attore italiano
- 23 febbraio - Bilal Said Al-Azma, ex velocista e ex lunghista saudita
- 23 febbraio - Marco Bellodis, bobbista italiano
- 23 febbraio - Giorgio Boscolo, ex calciatore italiano
- 23 febbraio - Lucio D'Ubaldo, politico italiano
- 23 febbraio - Howard Jones, pianista, tastierista e cantante britannico
- 23 febbraio - Anatolij Kozlov, ex sollevatore sovietico
- 23 febbraio - Jorge-Emilio Lazzarini, ex sciatore alpino argentino
- 23 febbraio - John McMaster, ex calciatore scozzese
- 23 febbraio - Chiara Ottaviano, storica italiana
- 23 febbraio - Guadalupe Pineda, cantante messicana
- 23 febbraio - Elisabetta Pozzi, attrice italiana
- 23 febbraio - Flip Saunders, cestista, allenatore di pallacanestro e dirigente sportivo statunitense († 2015)
- 23 febbraio - Giuseppe Sciacca, vescovo cattolico italiano
- 23 febbraio - Rodney Slater, politico statunitense
- 24 febbraio - Lorenzo Beccati, autore televisivo e scrittore italiano
- 24 febbraio - Stella Carnacina, cantante e attrice italiana
- 24 febbraio - Alessandro D'Alatri, regista, sceneggiatore e attore italiano († 2023)
- 24 febbraio - Joan Fontcuberta, fotografo, docente e saggista spagnolo
- 24 febbraio - Silvano Fontolan, allenatore di calcio e ex calciatore italiano
- 24 febbraio - John Franken, ex cestista olandese
- 24 febbraio - Gabi Füller, ex cestista tedesca
- 24 febbraio - Gabi Herrlich, ex cestista tedesca
- 24 febbraio - Steve Jobs, imprenditore e inventore statunitense († 2011)
- 24 febbraio - Eddie Johnson, cestista statunitense († 2020)
- 24 febbraio - Alain Prost, ex pilota automobilistico francese
- 25 febbraio - Sibylle Baier, cantante e attrice tedesca
- 25 febbraio - Hubert Baumgartner, allenatore di calcio e ex calciatore austriaco
- 25 febbraio - Beppe Gambetta, compositore e chitarrista italiano
- 25 febbraio - Jim Gerlach, politico statunitense
- 25 febbraio - Geir Herrem, ex calciatore norvegese
- 25 febbraio - Leann Hunley, attrice statunitense
- 25 febbraio - Enric Miralles, architetto spagnolo († 2000)
- 25 febbraio - Camille Thèriault, politico canadese
- 25 febbraio - Aleksandr Vlasov, ex pattinatore artistico su ghiaccio sovietico
- 26 febbraio - Nico Bodonczy, ex calciatore statunitense
- 26 febbraio - Randy Burke, ex giocatore di football americano statunitense
- 26 febbraio - Francesco Fino, politico italiano
- 26 febbraio - Lorenzo Frison, allenatore di calcio e ex calciatore italiano
- 26 febbraio - Andreas Maislinger, storico e politologo austriaco
- 26 febbraio - Félix Marrero, ex calciatore spagnolo
- 26 febbraio - Gianni Mauro, cantautore, attore teatrale e scrittore italiano
- 26 febbraio - Junki Takegami, sceneggiatore giapponese
- 26 febbraio - Roza Underova, ex marciatrice sovietica
- 26 febbraio - Eusebio Unzué, dirigente sportivo spagnolo
- 27 febbraio - Peter Christopherson, tastierista, regista e designer inglese († 2010)
- 27 febbraio - Claudio Descalzi, dirigente d'azienda italiano
- 27 febbraio - Jaime Duarte, allenatore di calcio e ex calciatore peruviano
- 27 febbraio - Rainhard Fendrich, cantante, musicista e conduttore televisivo austriaco
- 27 febbraio - Haroon Ismail, ex tennista zimbabwese
- 27 febbraio - Nenè Mangiacavallo, medico e politico italiano
- 27 febbraio - Lenka Nechvátalová, ex cestista cecoslovacca
- 27 febbraio - Belus Prajoux, allenatore di tennis e ex tennista cileno
- 27 febbraio - Antonio Maria Rinaldi, politico e economista italiano
- 27 febbraio - Bob Rush, ex giocatore di football americano statunitense
- 27 febbraio - Kirk Stephens, ex calciatore inglese
- 27 febbraio - Terje Tønnesen, violinista norvegese
- 28 febbraio - Jimmy Calderwood, calciatore e allenatore di calcio scozzese († 2025)
- 28 febbraio - Adrian Dantley, ex cestista e allenatore di pallacanestro statunitense
- 28 febbraio - Gilbert Gottfried, comico, attore e doppiatore statunitense († 2022)
- 28 febbraio - Viviano Guida, allenatore di calcio e ex calciatore italiano
- 28 febbraio - Rupert Keegan, pilota automobilistico britannico († 2024)
- 28 febbraio - Carmen Lasorella, giornalista, conduttrice televisiva e autrice televisiva italiana
- 28 febbraio - Olav Nysæter, ex calciatore norvegese
- 28 febbraio - Urs Odermatt, sceneggiatore e regista svizzero
- 28 febbraio - Gudrun Wegner, nuotatrice tedesca († 2005)